# Grand Marnier
El Grand Marnier és un licor creat el 1880 per Alexandre Marnier-Lapostolle. Es va generar a partir d'una barreja de cognac i essència destil·lada de taronja amarga. Té un 40% d'alcohol (40°) i es fabriquen diverses varietats, la majoria de les quals es prenen com a beguda digestiva o com a base per a altres còctels.
El mars de 2016, Campari va adquirir Grand Marnier per 684 milions d'euros.